# Чинабад
Чинаба́д (узб. Chinobod / Чинобод) — посёлок городского типа, расположенный на территории Балыкчинского района Андижанской области Республики Узбекистан.
В 1943—1962 годах — центр Чинабадского района.
Статус посёлка городского типа с 2009 года.